# Флегель, Манфред
Ма́нфред Фле́гель (нем. Manfred Flegel; 3 июня 1927, Магдебург, Бранденбург — 10 ноября 2018) — немецкий политик, член НДПГ. Министр материально-технического снабжения и торговли ГДР, заместитель председателя Совета министров ГДР.

## Биография
В 1945 году Флегеля призвали в вермахт, он попал в плен к американцам. В 1947 году окончил общеобразовательную школу, работал на общественных началах в Торгово-промышленной палате в Магдебурге. В 1948—1952 годах изучал общественные науки и финансовое дело в Ростокском и Берлинском университетах.
В 1948 году Флегель вступил в Национал-демократическую партию Германии. В 1950—1990 годах являлся депутатом Народной палаты ГДР, до 1954 года работал в экономическом комитете, а затем до 1967 года являлся председателем финансово-бюджетного комитета. В 1953—1959 годах руководил отделом правления НДПГ, до 1990 года входил в состав главного комитета партии, в 1987—1989 годах являлся заместителем председателя НДПГ.
В 1967—1989 годах занимал должность заместителя председателя Совета министров ГДР, в 1971—1974 годах работал на должности министра материально-технического снабжения, затем до 1989 года возглавлял Государственный арбитражный суд. В правительстве Ханса Модрова Флегель занимал пост министра торговли и обеспечения. В 1990 году вышел на пенсию.

## Публикации
- Die real existierende DDR. Ansichten eines Beteiligten. Berlin 2010.